# Club de Roma
El Club de Roma és una associació internacional creada el 8 d'abril de 1968 amb base a Alemanya que tracta amb diferents qüestions de política internacional. Els fundadors van ser Alexander King i Aurelio Peccei.
Va atraure l'atenció del públic amb l'informe The Limits to Growth (Els límits del creixement), publicat el 1972 i conegut com l'informe Meadows, on predeia que el creixement econòmic no podia continuar indefinidament a causa de la disponibilitat limitada dels recursos naturals, concretament el petroli. La crisi del petroli de 1973 va accentuar la preocupació sobre el problema. Algunes de les prediccions més temudes fetes pel Club de Roma dels anys 70 sobre l'esgotament de recursos no s'han complert encara.
Segons la seva pàgina web, el formen «científics, economistes, empresaris, funcionaris d'alt nivell, caps d'estat i ex-caps d'estat dels cinc continents que estan convençuts que el futur de la humanitat no està decidit i que cada ésser humà pot contribuir a la millora de les nostres societats». El president del capítol espanyol del club és, des de 2001, Isidre Fainé.